# Jazz en Artois
Jazz en Artois est un festival de jazz créé par l'association Jazz Animations Musicales (JAM) en 1992 à Arras, puis décentralisé dans les communes alentour. 
Il s'est arrêté en 2007, après sa 15e édition.

## Programmation
- 2005 : Mac Coy Tyner, John Mayall, Paris Combo, Didier Lockwood, Claude Bolling
- 2006 : Larry Coryell, Magma, Richard Galliano, Didier Lockwood, Lucky Peterson, Manu Dibango
- 2007 (15e édition) : Manu Katché, Marcel Azzola, Didier Lockwood, Dave Liebman, Jean-Marie Machado, Orchestre national de jazz ....
- 2008 : 16e édition annulée.